# Парадокс Ферми
Парадо́кс Фе́рми (англ. Fermi paradox), парадокс «великого молчания» Вселенной — предполагаемое противоречие, заключающееся в отсутствии достоверных фактов наблюдений деятельности внеземных технологически развитых цивилизаций, несмотря на то, что, согласно современным научным представлениям, такие цивилизации должны существовать.
Парадокс был предложен физиком Энрико Ферми, который подверг сомнению возможность обнаружения внеземных цивилизаций. Парадокс связан с попыткой ответить на один из важнейших вопросов современности: «Является ли человечество единственной технологически развитой цивилизацией во Вселенной?». Парадокс может вести к выводу, что наше понимание природы или наши наблюдения неполны или ошибочны.
Парадокс формулируется следующим образом. Не было обнаружено и не наблюдалось никаких радио- и иных передач и никаких твердых доказательств (наподобие зондов, космических кораблей, астроинженерных конструкций) существования разумной внеземной жизни; нет никаких известных надёжных или воспроизводимых доказательств того, что представители внеземных цивилизаций посещали Землю или пытались связаться с людьми:2. Это противоречит общим наблюдениям, что во Вселенной существует очень большое количество планет, где могут существовать природные условия, пригодные для возникновения и развития жизни:336; наблюдается развитие и распространение земной жизни, которая заполняет все подходящие для неё ниши.
Часто парадокс Ферми формулируется более жёстко: Вселенная существует миллиарды лет, в течение которых жизнь могла возникнуть и успеть развиться до технически развитых цивилизаций, которые должны были успеть расселиться по всей нашей галактике; однако их следов не наблюдается.
Попыткой решения парадокса является уравнение Дрейка, которое оценивает возможное количество внеземных цивилизаций, способных вступить в контакт с человеческой. При некоторых значениях неизвестных параметров уравнение даёт высокую оценку шансам на такую встречу.
Различными авторами предложено большое число теоретических разрешений или объяснений парадокса Ферми. Спектр этих гипотез весьма широк: от утверждения единственности Земли как обитаемой планеты или невозможности отличить искусственные сигналы от естественных до «гипотезы зоопарка».
Среди учёных-биологов встречаются две крайние точки зрения. Одной придерживался цитолог Кристиан ле Дюв, утверждавший, что жизнь является «космическим императивом», то есть неизбежно возникает в любом месте, где позволяют физические условия. Противоположная точка зрения, которой придерживался молекулярный биолог Фрэнсис Крик, один из открывателей структуры ДНК, говорит, что возникновение жизни — это очень маловероятное событие, а жизнь на Земле существует потому, что во Вселенной есть множество планет, где могли быть «поставлены» подобные естественные «эксперименты». Наука пока не выяснила, какая точка зрения верна и насколько вероятно стечение обстоятельств, которое привело к появлению жизни, но существенно продвинулась в этом направлении и показала, что для возникновения жизни не требуется сверхъестественных сил.

## История

### Обсуждение вопроса Циолковским
За два года до смерти К. Э. Циолковский в философской заметке, длительное время не публиковавшейся, сформулировал этот парадокс и предложил в качестве его разрешения гипотезу зоопарка.

В известной вселенной можно насчитать миллион миллиардов солнц. Стало быть, мы имеем столько же планет, сходных с Землёй. Невероятно отрицать на них жизнь. Если она зародилась на Земле, то почему же не появится при тех же условиях на сходных с Землёй планетах? Их может быть меньше числа солнц, но всё же они должны быть. Можно отрицать жизнь на 50, 70, 90 процентах всех этих планет, но на всех — это совершенно невозможно. <…>

На чём основано отрицание разумных планетных существ вселенной? <…> Нам говорят: если бы они были, то посетили бы Землю. Мой ответ: может быть, и посетят, но не настало ещё для того время. <…> Должно прийти время, когда средняя степень развития человечества окажется достаточной для посещения нас небесными жителями. <…> Не пойдём же мы в гости к волкам, ядовитым змеям или гориллам. Мы их только убиваем. Совершенные же животные небес не хотят то же делать с нами.— К. Э. Циолковский. Планеты заселены живыми существами (1933)

### Дискуссия летом 1950 года
Незадолго до начала Второй мировой войны Энрико Ферми эмигрировал в США. 2 января 1939 года вместе со своей семьёй он поселился в Нью-Йорке. Сначала он преподавал в Колумбийском университете вместе со своим коллегой Лео Силардом. После они вместе отправились в Чикагский университет для работы над проектом «Чикагская поленница» — первым ядерным реактором. 2 декабря 1942 года они смогли провести первую управляемую цепную ядерную реакцию. После этого Ферми стал участником Манхэттенского проекта и стал работать в Лос-Аламосской национальной лаборатории, где пробыл до окончания войны. После — в 1945 году — в награду за свою работу над атомной бомбой он получил гражданство США.
Знаменитый вопрос «Являемся ли мы единственной разумной и технологически продвинутой цивилизацией во Вселенной?» Ферми задал летом 1950 года в кафетерии Лос-Аламосской лаборатории в ходе неформальной беседы с тремя своими коллегами. Точное содержание беседы по-разному описывается в воспоминаниях её свидетелей. Беседа между Ферми и тремя его коллегами — Эдвардом Теллером, Эмилем Конопинским и Гербертом Йорком — совершенно не предназначалась для записи. Согласно Карлу Сагану, сам факт этого разговора был выдуман, однако расследование Эрика М. Джонса, опубликованное в 1985 году, свидетельствует о том, что подобная беседа действительно имела место. Свидетельства троих участвовавших в ней учёных, а также тех, кто был рядом, представляют собой единственный источник информации об этой беседе. Сам Ферми, по-видимому, впоследствии не высказывался по этому вопросу. Джонс восстановил обстоятельства той встречи, связавшись по почте с коллегами Ферми, а также со всеми, кто мог присутствовать в тот момент в «Коттедже Фуллера» (англ. Fuller Lodge) — столовой персонала лаборатории, где происходила беседа. Наиболее надёжным свидетельством считаются показания Ханса Марка, хотя тот и не принимал непосредственного участия в разговоре. Герберт Йорк отметил, что беседа состоялась летом 1950 года, во всяком случае, после публикации карикатуры Алана Данна, датированной 20 мая 1950 года.
Эмиль Конопинский в переписке с Джонсом смог очень ясно вспомнить разговор, который в общем был посвящён инопланетянам. Итальянский физик в то время говорил о карикатуре, опубликованной в журнале The New Yorker 20 мая 1950 года. Её автор Алан Данн, чтобы объяснить произошедшие незадолго до этого в Нью-Йорке таинственные исчезновения уличных урн, изобразил инопланетян, выгружающих на своей планете из летающей тарелки земные мусорные урны. Это стало толчком к увлечённой беседе между сидящими за столом мужчинами о возможности существования внеземной жизни и доказательствах такой возможности. Конопински добавил, что с этого рисунка разговор перешёл на более серьёзную тему. В частности обсуждался факт того, что мы не наблюдаем никаких следов, ни визуальных, ни радио. Ферми спросил: «Если инопланетяне существуют, где же они?». Конопинский вспоминал, что вопрос Ферми прозвучал, скорее, так: «Вы не задумывались над тем, где все?». Согласно Ферми, могли бы быть три вида доказательств: наличие зондов, кораблей или радиопередач. Однако ничто из этого человечество не обнаружило. Согласно Мишелю Мишо, в тот момент Ферми предложил раннюю неформальную версию Уравнения Дрейка, сформулированного более ясно Фрэнком Дональдом Дрейком несколько лет спустя.

## Основные положения

### Уравнение Дрейка
{\displaystyle N=R\cdot f_{p}\cdot n_{e}\cdot f_{l}\cdot f_{i}\cdot f_{c}\cdot L,}
Сторонники предложенных Карлом Саганом более оптимистических оценок параметров уравнения Дрейка утверждают, что разумная жизнь является распространённым явлением во Вселенной. Некоторые из них считают, что, приняв обоснованные, по их мнению, параметры уравнения Дрейка, мы приходим к выводу, что наличие большого количества внеземных цивилизаций не только возможно, но «практически гарантировано». Тем не менее сторонники принципа Ферми считают, что в связи с отсутствием доказательств в пользу обратного, человечество — единственная технологически развитая цивилизация как минимум в нашей части Млечного Пути.
Другим объяснением отсутствия сигналов служит предположение, что цивилизация становится технологически развитой одновременно с возможностью неизбежного самоуничтожения — например, из-за ядерной войны или экологической катастрофы. Таким образом, у цивилизации или очень мало времени, чтобы её заметили, или его нет вовсе.

### Великий фильтр
В 1996 году британский экономист и футуролог Робин Хэнсон предположил, что для возникновения межзвёздной цивилизации должен исполниться ряд эволюционных шагов:
1. Возникновение звёздной системы с планетами, на которых возможно появление жизни.
2. Появление на одной из планет самовоспроизводящихся молекул (например, РНК).
3. Появление простой одноклеточной жизни (прокариоты).
4. Появление сложной одноклеточной жизни (эукариоты).
5. Возникновение полового размножения.
6. Появление многоклеточных организмов.
7. Возникновение животных с развитым мозгом, которые используют орудия труда.
8. Достижение текущего состояния человечества.
9. Распространение цивилизации через процесс колонизации космоса.

Согласно гипотезе Великого фильтра, по крайней мере один из этих шагов — если список полон — должен быть маловероятным, то есть в какой-то точке эволюции существует некая преграда, преодолеть которую крайне маловероятно или вообще невозможно. Она может выражаться в совокупности природных факторов, которые не дают жизни возникать и достаточно развиваться, либо в гибели разумной жизни в результате собственных действий или деятельности других цивилизаций.

## Объясняющие гипотезы

### Гипотеза уникальной Земли
Одна из современных гипотез, названная «гипотезой уникальной Земли», утверждает, что многоклеточная жизнь может быть чрезвычайно редкой из-за возможной исключительности и редкости планет земного типа. В ней утверждается, что целый ряд невероятных совпадений сделал возможным возникновение сложных форм жизни на Земле. Несколько примеров таких совпадений приведены ниже.
В спиральных витках Галактики часто вспыхивают сверхновые звёзды, радиация которых, как считается авторами гипотезы, делает развитие высших форм жизни невозможным. По мнению авторов гипотезы, наша Солнечная система находится на особенной галактической орбите внутри Млечного Пути: она является почти правильной окружностью такого радиуса, который позволяет ей двигаться с такой же скоростью, как и гравитационные ударные волны, формирующие спиральные рукава Галактики. Земля пребывала между спиральными рукавами Галактики на протяжении многих сотен миллионов лет, или три полных галактических года, — то есть практически всё время, пока на Земле существуют высшие формы жизни.
Другой необходимый элемент — Луна. Популярная гипотеза гигантского столкновения заявляет, что Луна сформировалась вследствие редкого столкновения молодой Земли с планетой размером с Марс примерно 4,45 миллиарда лет назад. Столкновение, приведшее к образованию Луны, должно было произойти лишь под определённым углом, — прямой угол разрушил бы Землю, более пологий угол привёл бы к тому, что столкнувшаяся с Землёй планета просто рикошетом отлетела бы от Земли. Приливы, вызванные Луной, стабилизировали земную ось — без влияния Луны прецессия земной оси была бы намного больше и спровоцировала бы неблагоприятные изменения климата, которые могли бы регулярно уничтожать развивающуюся жизнь и откатывать её назад к простым формам. Лунные приливы, вероятно, разогрели земное ядро, которое должно быть расплавленным, чтобы порождать магнитное поле, существенно ослабляющее влияние солнечного ветра (гипотеза магнитного динамо).
Сторонники противоположной точки зрения настаивают, что требование наличия земных условий для существования жизни свидетельствует о так называемом углеродном шовинизме — чрезмерно узком видении природы жизни, исключающем из рассмотрения формы жизни, основанные на иной биохимии.

### Гипотеза перворождённых
Гипотеза перворождённых гласит, что человечество не может обнаружить внеземную разумную жизнь, так как является первой формой разумной жизни во вселенной.

### Гипотеза о кротовых норах
Гипотеза, утверждающая, что развитые цивилизации находят способ уйти в другие вселенные (например, через кротовые норы) и при этом теряют желание возвращаться обратно. Сформулирована доктором физико-математических наук Н. С. Кардашёвым (который предложил три уровня цивилизации, см. также Сфера Дайсона).

### Гипотеза самоуничтожения
По этой гипотезе цивилизация достаточно быстро (в течение нескольких веков после открытия радиоволн) открывает простой способ получения опасных технологий (вроде атомных бомб или иных технологий, способных уничтожить всю зону обитания), чем успевают воспользоваться некоторые её представители, или создают (в лабораториях) опасные микроорганизмы, которые, попав в биосферу планеты, легко распространяются по всей планете и становятся причиной смертельной болезни, которая проявляет себя настолько поздно, что после обнаружения у цивилизации не остаётся времени на разработку способов лечения. Отсюда и «великое молчание». По этой причине некоторые люди даже считают, что нужно вообще отказаться от технологического развития — перейти к нулевому или отрицательному экономическому росту, — дабы протянуть как можно больше. Причина, по которой такую «бомбу» не удастся скрыть от публики, такая же, как и невозможность достаточно долго скрывать любое иное важное знание от общественности (см. Теория заговора).
Ещё одним сценарием самоуничтожения может быть получение чёрной дыры в устройстве, аналогичном БАК, которая в результате затянет в себя всё окружающее пространство, включая планету и всю звёздную систему. При этом обнаружить такую чёрную дыру крайне сложно, так как её радиус горизонта событий очень мал, а гравитационное поле на дальних расстояниях аналогично полю звезды. Более того, чёрная дыра, образованная затягиванием в неё планеты, может просто остаться вращаться на своей орбите около звезды.
Однако все эти гипотезы предполагают получение чего-то куда более сложного, чем открытие радиоволн, поэтому от таких цивилизаций можно ожидать как минимум нескольких десятков лет «радиоволнового следа».
Если предположить, что в нашей Галактике существует миллион обитаемых планет, и что цивилизация, способная посылать радиосигналы, существует не более 4 тыс. лет, то в нашей Галактике существует лишь одна цивилизация, кроме нашей, способная посылать радиосигналы.

## Имеющиеся данные
Наша Солнечная система, если наблюдать её с расстояния в несколько десятков световых лет, была бы очень необычной в связи с аномально высоким уровнем радиоизлучения у ничем не приметной звезды. Можно допустить, что подобное мощное радиоизлучение у соседней звезды земными астрономами было бы также сразу определено как аномальное. С другой стороны, чем больше удалены от наблюдателя звезда и её планеты, тем более устаревшие данные о них он получает. Так, например, всего в 150 световых годах от Солнечной системы земные радиопередачи будут принципиально неуловимы до 2045 года, так как радиосвязь на Земле существует лишь с 1895 года и первые земные радиосигналы ещё не прошли соответствующее расстояние.
Данные радио- и визуальных наблюдений накапливались на протяжении нескольких десятилетий в рамках проектов «Озма», SETI и других инициатив, имевших целью поиск обитаемых планет вне Солнечной системы. До сих пор не обнаружено ни одной звезды солнечного типа, интенсивность радиоизлучения которой была бы аномально высокой — из чего, похоже, можно сделать вывод, что мы являемся единственным видом, использующим радиоволны в нашей части Галактики (исключением является единственное наблюдение «Wow!»-сигнала, природа которого, однако, достоверно пока не выяснена). К тому же большинство планет, выявленных за пределами Солнечной системы, вероятно, характеризуется слишком суровыми условиями для формирования развитых форм жизни.
Сторонники теории о наличии внеземной жизни приводят следующие объяснения этим фактам:
- Другие разумные виды могут использовать направленные приборы связи — например, лазеры. Возможно, они используют для связи нейтрино или иные, пока неизвестные нам виды связи.
- Найти планеты с нестабильными орбитами легче. Из-за этого у наблюдателя создаётся впечатление того, что большинство планет обладает именно нестабильными орбитами, при которых жизнь невозможна. Вследствие этого недооценивается количество пригодных для жизни планет.
- Другие разумные виды слишком далеко ушли от нас в развитии. Предполагается, что многие ранее появившиеся цивилизации могли уже стать настолько могущественными, что мы не способны отличить их деятельность от природных явлений, которые, вопреки гипотезе «космических чудес», в 1960-х годах предлагал искать Иосиф Шкловский[27][28].
- В связи с развитием оптоволоконных систем связи, отказом от мощных радиостанций и переходом на маломощные сотовые системы связи, кабельное и спутниковое телевидение и радиовещание радиоизлучение Земли в последние годы начало уменьшаться. Таким образом, активный период «свечения» Земли в радиодиапазоне составил немногим более 100 лет, что является крайне малым сроком в сравнении с продолжительностью существования цивилизации и даёт дополнительный аргумент сторонникам существования внеземной разумной жизни.
- Существует гипотеза, согласно которой разумные и развитые цивилизации, обитающие на суперземлях, не могут вступить в космическую эру из-за слишком сильной гравитации, делающей использование химических двигателей практически бесполезным — или, по крайней мере, препятствующей раннему выходу в космос.
- Китайский писатель-фантаст Лю Цысинь предложил для объяснения парадокса Ферми концепцию «тёмного леса». Суть концепции в том, что эволюция жизни во Вселенной подразумевает войну на выживание среди достаточно развитых цивилизаций в условиях ограниченных ресурсов, поэтому всякая достаточно развитая цивилизация тщательно скрывает следы своего присутствия во Вселенной, чтобы не подвергнуться удару со стороны цивилизаций-конкурентов. Те же молодые цивилизации, которые выдают своё существование, подобны неопытному путнику, идущему через тёмный лес. Такому человеку кажется, будто поблизости никого нет, но как только он крикнет «Ау!» достаточно громко, какая-нибудь тварь из темноты набросится на него, и путник даже не поймёт, кто и как его убил.
- Английский писатель-фантаст Чарльз Стросс предположил, что естественным путём развития цивилизации является наращивание вычислительной мощности, в свою очередь предполагающее переработку в вычислительные устройства максимума доступной в родной системе материи. В предельных формах развивается вычислительный кластер на основе энергии звезды, сформированный по принципу сферы Дайсона; разум существует в нём в информационной форме как вариант технологической сингулярности. Все потребности цивилизации покрываются в родной системе, космическая экспансия же предполагала бы отрыв от неё и потому нецелесообразна. Отсюда следует незаметность внеземных цивилизаций для земной — они замкнуты в родных звёздных системах.

## Аргументация относительно утверждений принципа Ферми

### Отсутствие радиопередач из космоса
Сторонники принципа Ферми утверждают, что при наличии достаточного времени на развитие интенсивность радиопередач любой достаточно развитой цивилизации со временем превысит излучение её звезды в этом диапазоне. Поскольку радиоволны являются простым и дешёвым способом связи, можно ожидать, что каждая технологически развитая цивилизация использует хотя бы часть этого спектра во время своего развития.
Если все цивилизации во Вселенной ведут себя подобно земной цивилизации, где на поиски межзвёздных радиопосланий потрачено в сотни раз больше времени, чем на передачу своих собственных радиопосланий, то объяснение молчания Вселенной тривиально: «все ищут, но никто не излучает» — подобное объяснение составляет суть «парадокса SETI».
Оппоненты, однако, говорят об отсутствии инструментов для обработки всех сигналов как о возможной причине мнимого отсутствия разумных сигналов. Например, главный астроном Института SETI Сет Шостак утверждает, что в галактике могут в большом количестве существовать радиопередатчики у сотен миллиардов звёзд, но чтобы уловить и обработать все сигналы, понадобятся просто огромные вычислительные мощности, на данный момент недоступные земному человеку. Кроме того, по их мнению, внеземные цивилизации могут просто использовать способы связи, отличные от радиоволн, или по каким-то причинам скрывать сам факт сеансов связи. Их оппоненты в то же время указывают, что это может действительно быть так, но только в случае, если существует или существовало очень малое количество цивилизаций, и если бы их было столько, сколько прогнозировали Саган и Дрейк, то даже при условии, что только часть из них использовала радио во время своего развития, этого было бы достаточно, чтобы заметно повлиять на радиоспектр части звёзд.
Заявление об отсутствии инструментов для обработки всех сигналов как о возможной причине мнимого отсутствия разумных сигналов применимо и для восприятия человека как биологического существа. Поскольку в основе аппарата восприятия лежит интерпретация сигналов от рецепторов посредством нейронной сети, известна её особенность: неспособность распознавать образ без обучения. Иными словами, для распознавания человеком следов инопланетных цивилизаций нужно, чтобы на них указали и объявили их следами инопланетных цивилизаций. Подобные указания, однако, противоречат фундаментальному критерию фальсифицируемости и отвергаются академической наукой — в особенности, если найденный образ уже имеет устойчивое сопоставление с традиционной культурой. Поэтому определённый интерес представляют находки, технологические свойства которых не соответствуют официальной истории. Но также нет никаких гарантий, что такие находки не окажутся следами ныне пока неизвестных высокотехнологичных человеческих палеоцивилизаций.
На заре SETI — в начале 1960-х годов — Себастьян фон Хорнер указал на наивность умозаключений об отсутствии внеземных цивилизаций в наблюдаемой Вселенной. По его мнению, располагая столь несовершенными и не приспособленными специально для поиска искусственных радиосигналов инструментами, лженаучно заявлять о том, что «молчание» Вселенной — экспериментально установленный факт. Простой пример: антенна Евпаторийского радара, используемая для передачи МРП (межзвёздных радиопосланий), имеет очень узкую диаграмму направленности, занимающую на небе его одну десятимиллионную часть. Поиск МРП ведётся с помощью таких же антенн. Отсюда вероятность того, что в момент передачи внеземной цивилизацией своего МРП в сторону Земли мы смотрим точно в нужную сторону, оказывается ничтожной, поскольку эта вероятность представляет собой произведение указанных частей. Кроме того требуется «угадать» время передачи МРП и настроить приёмник на нужную длину волны. Фон Хорнер заметил, что лишь бесконечно далёкие от реальности люди могут всерьёз заявлять, будто отсутствие сигналов равнозначно отсутствию внеземных цивилизаций.

### Антропный принцип
Подобно гипотезе уникальной Земли, антропный принцип утверждает, что Вселенная «тонко настроена» на известную нам форму жизни. Сторонники гипотезы утверждают, что поскольку жизнь на Земле была бы невозможна, если бы какой-нибудь из многих параметров физической Вселенной был даже в незначительной мере изменён, то похоже, что люди имеют преимущество над любой другой формой разумной жизни. Допущение о том, что люди — единственный разумный вид в Космосе, делается вероятным. Ещё более убедительными являются работы Стивена Хокинга, опубликованные в 2004 году. В этих работах утверждается, что вероятность того, что вследствие Большого взрыва возникнет вселенная того же типа, что мы наблюдаем сегодня, составляет 98 %.
Критики возражают, объявляя это утверждение тавтологией, — в изменённой Вселенной жизнь в известной нам форме, возможно, не существовала бы, но могла бы существовать в иной форме.

### Вклад Фримена Дайсона
Доктор Фримен Дайсон популяризировал концепцию Сферы Дайсона — оболочки вокруг звезды, которая может быть создана развитой цивилизацией, стремящейся максимально полно использовать энергию её излучения. Подробно архитектура оболочки не описывалась, — были предложены разные варианты её конструкции. Такая сфера поглощала бы большую часть видимого диапазона звезды и излучала бы чётко определяемый спектр чёрного тела с вероятным максимумом в инфракрасном диапазоне и отсутствующими сильными спектральными линиями, свойственными раскалённой плазме. Дайсон предложил астрономам искать звёзды с аномальными спектрами, наличие которых, как он предположил, может объясняться только существованием высокоразвитой цивилизации. Звёзды с указанными аномальными характеристиками не найдены.
Некоторые сторонники принципа Ферми также утверждают, что высокоразвитая цивилизация должна стремиться максимально полно использовать энергию собственной звезды, изменяя её электромагнитную сигнатуру.
Дайсон также предложил тип прибора, который, как он считал, с большой вероятностью должен появиться на протяжении жизни каждой высокоразвитой цивилизации, и отсутствие которого, похоже, подтверждает принцип Ферми. По мнению Дайсона, в ближайшее время будет возможно построить космический аппарат для поиска внеземной жизни, источником питания для которого стала бы окружающая среда, и который был бы способен по прибытии в другую систему создать значительное количество своих копий для расширения области поиска. Количество таких поисковых аппаратов росло бы в геометрической прогрессии, поскольку каждый из новосозданных аппаратов по прибытии на место назначения вновь создавал бы снова, что позволило бы охватить поиском значительную часть галактики вопреки верхнему пределу, физически ограничивающему скорость полёта. Даже за ограниченное время до миллиарда лет копии такого аппарата были бы уже на всех планетах Галактики, что пока не наблюдается.

### Экспансия в космос
Сторонники принципа Ферми также отмечают, что исходя из того, что нам известно о способности жизни на нашей планете распространяться даже в области с экстремальными условиями и ограниченными ресурсами, следует ожидать, что развитая внеземная цивилизация почти наверняка ищет новые ресурсы и предпримет космическую экспансию. Несколько авторов дали свои оценки того, за какое по длительности время такая цивилизация заселила бы всю Галактику. По их предположениям, на это потребовалось бы от 5 до 50 миллионов лет — относительно малый промежуток времени в космологических масштабах.
Однако здесь перед нами снова встаёт вопрос: «Ну и где они в таком случае?»
Подсчитано, что поперечник нашей Галактики составляет около 100 тысяч световых лет. И если в Галактике существует хотя бы одна цивилизация, способная передвигаться между звёздами со скоростью хотя бы в 1000 раз меньше скорости света, — за 100 миллионов лет она распространилась бы по всей Галактике. Так почему же мы не видим её представителей на Земле?
Считается (подробности описаны в статье «Массовое вымирание»), что за последние 500 млн лет существования жизни на нашей планете она, как минимум, пять раз была почти полностью уничтожена в результате космических и планетарных катастроф.